# Ranieri Gerbi
Ranieri Gerbi (Chiesina Montalese, 16 luglio 1763 – Pisa, 20 dicembre 1839) è stato un fisico italiano.

## Biografia
Nato da Giovan Battista e Maria Matteini nell'allora Granducato di Toscana, il Gerbi fece i primi studi presso il Seminario vescovile di Pistoia, del quale divenne poi lettore di eloquenza fin quando, per motivi di salute, stabilì di trasferirsi a Pisa. Qui si iscrisse ai corsi universitari del Collegio medio fisico, richiamato dall'interesse verso le lezioni di fisica tenute da Bartolomeo Bianucci. Laureatosi nel 1789, venne subito nominato lettore di matematica e cominciò a dedicarsi allo studio del calcolo infinitesimale. Nel 1794 Bianucci lasciava la cattedra di Fisica per fare posto proprio a Gerbi che, tuttavia, dovette rinunciare all'incarico a favore di un collega più anziano per optare per la cattedra di algebra fino al 1797, anno in cui ottenne l'incarico a Fisica. Durante il periodo della dominazione francese il Gerbi ricoprì diversi impieghi all'interno dell'Accademia pisana, tra cui quello di direttore dell'appena costituito Pensionato accademico voluto dalle autorità francesi.
Nel 1794 aveva dato alle stampe la Storia naturale di un nuovo insetto (Venezia, 1794) in cui descriveva lo studio effettuato su un insetto da lui nominato Curculione antiodontalgico per la cura delle carie. Il Gerbi aveva rinvenuto uova e larve dell'insetto nelle galle presenti in una pianta mai prima descritta e da lui descritta e chiamata carduus spinosissimus (scardiccione spinosissimo). Lo studio chimico verteva sul modo in cui la sostanza presente nell'insetto potesse agire sui nervi e sulla carie.
Dalla cattedra di Fisica, tenuta dal 1797 al 1809, le lezioni del Gerbi si incentrarono sulle teorie pneumatiche del calorico, sulle dottrine del fisico Benjamin Thompson conte di Rumford e sul confronto tra quelle di Benjamin Franklin e Robert Simmer, esercitando un'abile divulgazione delle più moderne teorie e contribuendo alla loro diffusione nel Granducato di Toscana. Nel 1810 Gerbi passò a insegnare Fisica teorica particolare, pubblicando il Corso elementare di Fisica (1818) ad uso degli studenti pisani, ripubblicato in altre due edizioni nel 1823 e nel 1833. Quando nel 1825 fu introdotta anche la Fisica teorica generale, Gerbi si alternò tra i due insegnamenti e compilò le Lezioni elementari di fisica generale.
Intanto, nel 1833, la sopraggiunta morte del professor Giuseppe Piazzini diede modo a Gerbi di prenderla in supplenza, continuando a tenere anche le lezioni di Fisica teorica. Socio dell'Accademia delle scienze di Torino (dal 9 gennaio 1829), della Società delle scienze di Gottinga, dei Georgofili e dell'Accademia delle scienze di Pistoia, Gerbi fu collaboratore del Nuovo Giornale de' Letterati e della Biblioteca Italiana.
Fu presidente generale della Prima riunione degli scienziati italiani tenutasi a Pisa nel 1839 e poche settimane dopo la quale il Gerbi morì.

## Opere
- Gerbi, Ranieri, Storia naturale di un nuovo insetto, Seconda edizione, Venezia, Presso Sebastiano Valle, 1795.